# Mnohonásobný buffering
Mnohonásobný buffering je termín, v informatice označující použití celkově více než jedné vyrovnávací paměti (bufferu) pro držení bloku dat tak, aby "čtecí" zařízení tento blok vidělo jako kompletní celek, a než se vytvoří další kompletní celek (který nahradí ten minulý), čtecí zařízení vidí pouze jeho starší – poslední – kompletní verzi, ne jako průběžně se aktualizující data "zapisovačem". Nejčastěji se používá v počítačové grafice, ale jeho použití není výjimkou ani v jiných odvětvích informatiky. Používá se vždy tam, kde potřebujeme mít data poskládána jako celky, ne jako kus novější a kus starší verze.

## Popis
Nejlepší bude vysvětlit princip mnohonásobného bufferingu v praxi:
Programátor vytváří svůj program, který využívá grafického prostředí. Bude to nějaký jednoduchý program, protože programátor toho zatím moc neumí. Když program doprogramuje, spustí ho. V tom se podiví - jeho program funguje, ale obrazovka nějak nepříjemně pořád problikává. Zároveň se mu zdá, že horní část obrazu je nějak "posunutá" na jednu stranu a dolní část na druhou. Programátor je zklamaný, a tak tento problém hledá na internetu. Řešení najde právě v použití několikanásobného bufferingu.
Tedy grafická karta standardně vykresluje obraz přímo na monitor, bez jakéhokoli čekání. To znamená, že obraz na monitoru se překresluje průběžně. To je viditelné obzvlášť u her a je to velmi otravné. Řešení spočívá v použití vyrovnávací paměti – do té se ukládá aktuální podoba obrázku tak, jak ho vykresluje grafická karta, a až je kompletní, tak se přesune na monitor (přesněji do bufferu monitoru), kde nahradí obraz minulý. My na monitoru vidíme pouze sled kompletních obrazů. Tím odpadají oba problémy, které měl náš mladý programátor.

## Double buffering
Nejběžnější a nejpoužívanější verzí je bezesporu double buffering, ve kterém, jak název napovídá, se používají dva buffery (pozor – monitor má taky jeden svůj buffer). Jeden je použit jako plocha pro zatím nekompletní obrazy (virtuální – pouze v paměti počítače), a druhý (monitor) je použit pro kompletní obrazy. Využívá ho většina počítačových a konzolových her.

## Triple buffering
Triple buffering je varianta double bufferingu, která využívá tři buffery – dva virtuální a jeden "fyzický" – monitor. Její skutečné kouzlo spočívá ve zrychlení snímkové frekvence – počtu snímků za sekundu a tím pádem celé hry (programu).
V double bufferingu musí počítač vyčkat, než bude jeden obraz dovykreslen a přesunut na monitor, aby mohlo začít vykreslování dalšího. To znamená snížení odezvy a snímkové frekvence. To v triple bufferingu není nutné – zde se vykreslují dva snímky najednou (ve virtuálních bufferech), a s určenými rozestupy se pak vykreslují na monitor.
To znamená zrychlení snímkové frekvence, ale zároveň to potřebuje více paměti.